# Sanatorium Dr. Schorlemmer

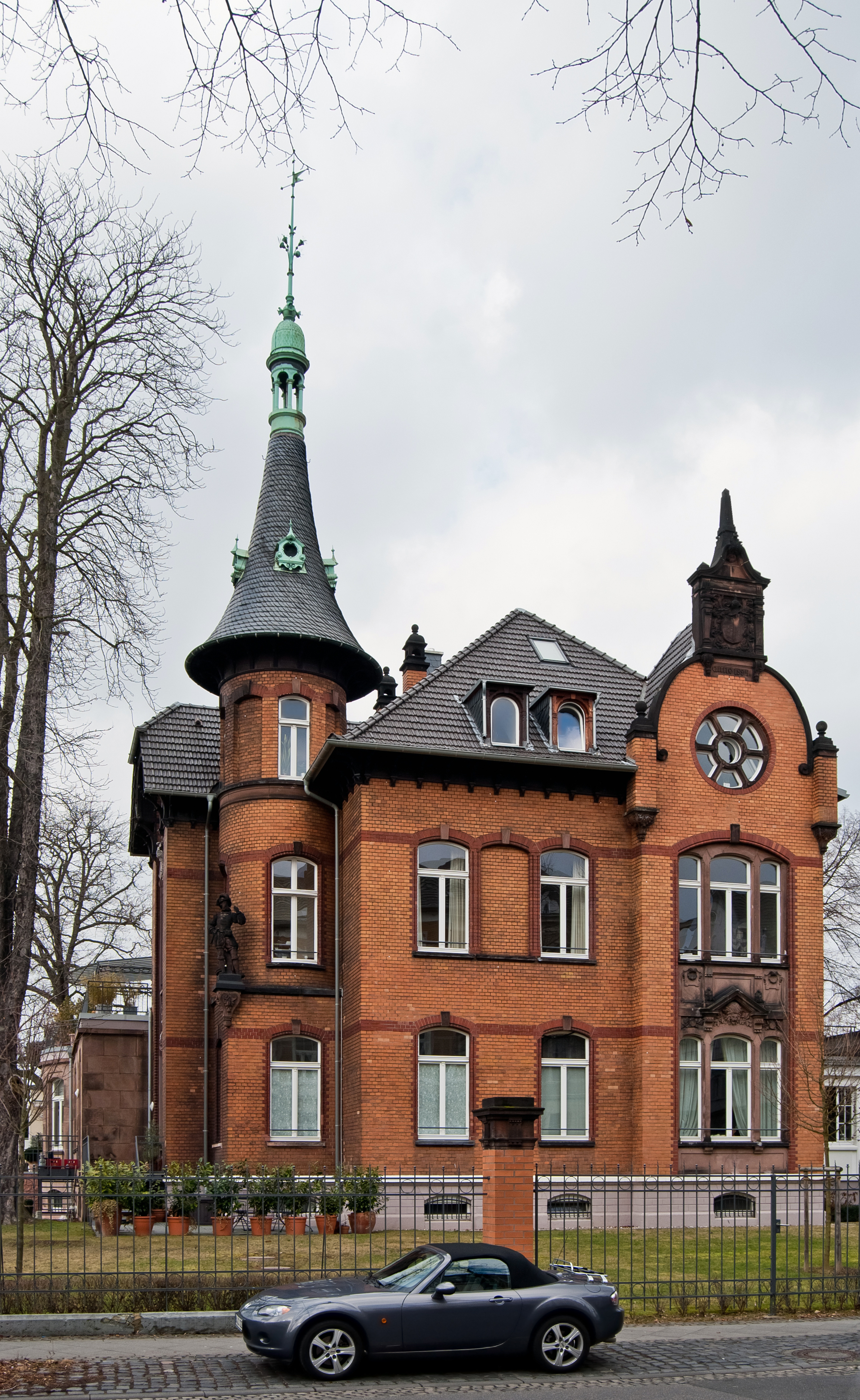
Die Gründerzeitvilla Rheinallee 37, vormals Hauptgebäude des Sanatoriums, ist heute aufgeteilt in Eigentumswohnungen, im Februar 2012

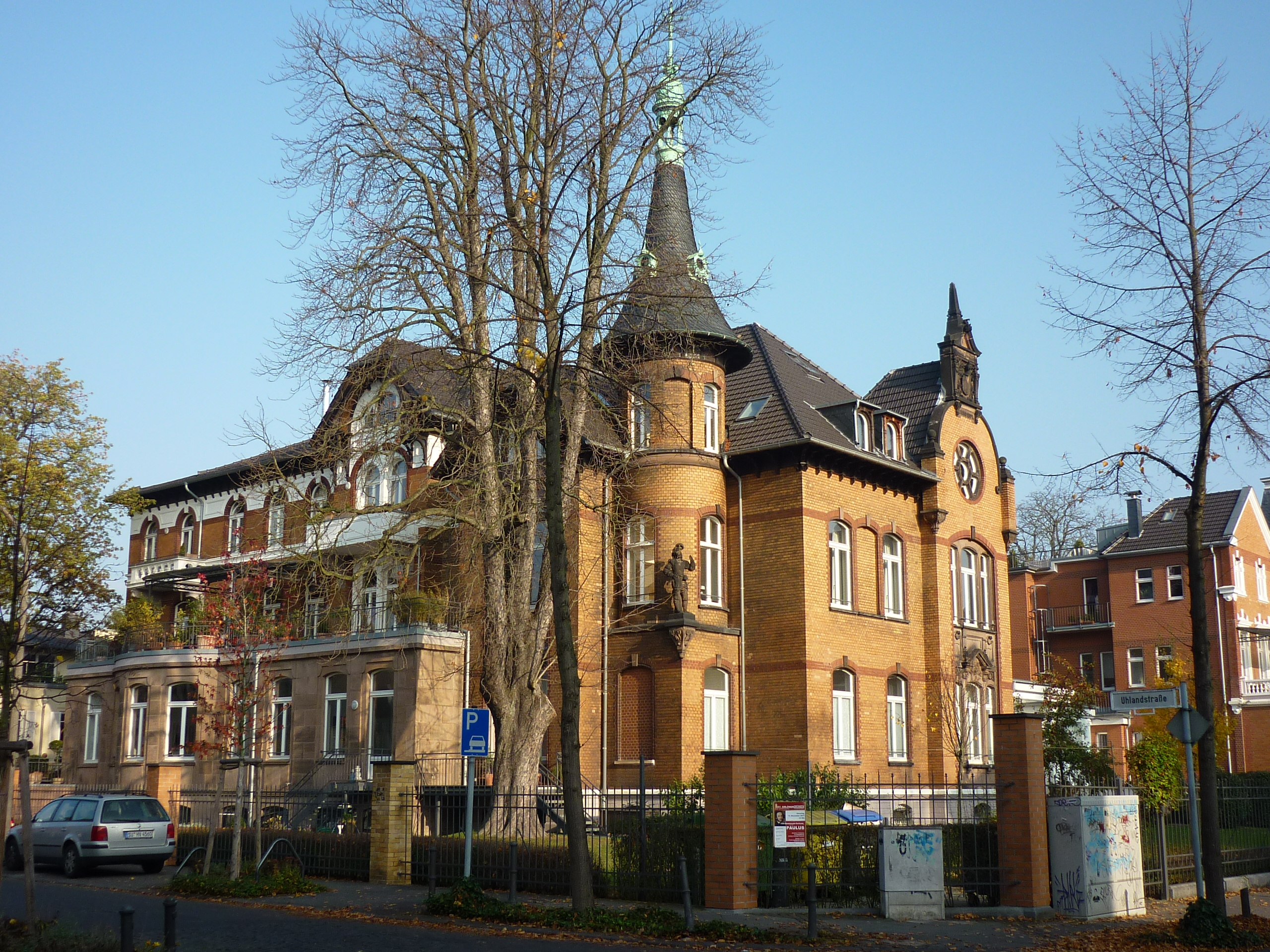
Das Gebäude erstreckt sich entlang der Uhlandstraße, November 2011

Das Sanatorium Dr. Schorlemmer (auch: Dr. R. Schorlemmer’s Sanatorium oder Heilanstalt) befand sich in Bad Godesberg und war vorwiegend auf Magen-, Darm- und Stoffwechselkrankheiten spezialisiert. Das überregional bekannte Sanatorium bestand unter diesem Namen von 1905 bis 1972. Es lag im Ortsteil Villenviertel und war auf verschiedene Gründerzeit-Gebäude an der Rheinallee, der Uhlandstraße und der Herderstraße verteilt, die heute unter Denkmalschutz stehen.

## Geschichte
Im Jahr 1899 hatte der Arzt Franz Hub in der Villa Rheinallee 37 ein Sanatorium für Magen-, Darm- und Stoffwechselkrankheiten mit 15 Betten eingerichtet. Da viele der ernährungsbedingten Erkrankungen mit Quarkgerichten behandelt wurden, wurde die Klinik in Godesberg als „Quarkklinik“ bezeichnet. 1905 übernahm der damals 31-jährige Arzt Rudolf (mitunter auch: Rudolph) Schorlemmer dieses Institut. Schorlemmer (vmtl. 1874–1936) war vormals als Assistenzarzt an der Klinik und Poliklinik für Magen- und Darmkranke des bekannten Gastroenterologen Ismar Boas in Berlin tätig gewesen, und hatte mehrfach zu gastroenterologischen Themen publiziert, so 1899 (Untersuchungen der Faeces auf unverdaute Eiweissreste mittels der ‚Verdauungsprobe‘) und 1902 (Untersuchungen über die Größe der eiweißverdauenden Kraft des Mageninhaltes Gesunder, wie Magen- und Darmkranker. Unter kritisch-vergleichender Benutzung der Hammerschlag- und Mett’schen Methode).

### Erweiterung
Schorlemmer war mit seinen Kurangeboten für Magen-, Darm- und Stoffwechselkrankheiten in Godesberg so erfolgreich, dass er noch vor Ausbruch des Ersten Weltkriegs anliegende Gebäude erwerben und das Sanatorium auf 75 Betten aufstocken konnte. Die Klinik wurde auch über die Grenzen des Deutschen Reiches bekannt. In einer Anzeige aus dem Jahr 1913 warb das Sanatorium unter anderem mit erstklassigem Komfort, elektrischem Licht, Zentralheizung, Salubratapeten, Polsterdoppeltüren, Balkons, Vakuumreinigung, einem schattigen Garten und einer Liegehalle. Es wurden Bäder und elektrische Anwendungen jeder Art, ein Röntgenlaboratorium, ein Laboratorium für ausführliche Stoffwechseluntersuchungen, geschultes Pflegepersonal sowie die Betreuung durch zwei Fachärzte (neben Schorlemmer ein C. Uhl) angeboten. Auf einer Ansichtskarte aus dem Jahr 1930 wurde mit einem erweiterten Angebot geworben: Spezialanstalt für Erkrankungen der Speiseröhre, des Magens und Darms, der Leber und Gallenwege, der Bauchspeicheldrüse, des Herzens und der Nieren; für Zucker- und Gichtkranke, Blutarme sowie Rekonvaleszenten nach Operationen am Verdauungskanale. Rohkost. Mast- und Entfettungkuren. Ab Ende der 1920er Jahre wurden in einer gesonderten Abteilung Kranke der Reichsangestelltenversicherung behandelt.
1930 wurde das 25-jährige Bestehen der Klinik mit einem Abendessen in der Godesberger Redoute begangen.
Schorlemmer engagierte sich auch für die Entwicklung Godesbergs zu einem Kurort. So veröffentlichte er 1920 im Auftrag der Godesberger Gemeindeverwaltung und Ärzteschaft eine Denkschrift für den entsprechenden Ausbau Godesbergs sowie zur Nutzung und zu den Heilwirkungen der Draitschquelle. Der Arzt starb am 9. Februar 1936 und wurde auf dem Godesberger Burgfriedhof bestattet.

### Lazarett und Studentenwohnheim
Während des Zweiten Weltkriegs wurde in den Klinikräumen ein Lazarett eingerichtet.
Im März 1950 trat die 1949 gegründete Deutsche Krankenhausgesellschaft erstmals in den Räumlichkeiten des Sanatoriums zusammen. Unter den Teilnehmenden befanden sich die Oberin Lucy Romberg (Arbeiterwohlfahrt), Franz Vonessen, Pater Bernhard Rüther (Kamillianer), Hans Lorenser und die Generaloberin der Schwesternschaften des Deutschen Roten Kreuzes, Luise von Oertzen. Der Klinikbetrieb wurde Anfang der 1970er Jahre eingestellt. Ab 1972 wurden die vormaligen Labatoriumsgebäude vom Studentenwerk Bonn von der Grundstücksgesellschaft Rheinallee gepachtet und drei Jahrzehnte lang als Wohnheim für 90 Studenten genutzt. 2002 wurde die Nutzung als Studentenwohnheim aufgegeben, weil Brandschutzbestimmungen nicht eingehalten werden konnten.

### Eigentumswohnungen
Nach der Einstellung als Studentenwohnheim standen die Gebäude zunächst leer und verkamen. Im Jahr 2004 übernahm die Prinz von Preussen Grundbesitz AG unter ihrem Vorstand Theodor Tanzen das Ensemble, um es zu Eigentumswohnungen umzuwandeln. Die einzelnen Objekte wurden aufwändig unter denkmalschützerischen Gesichtspunkten saniert. Es entstanden 41 hochwertige Eigentumswohnungen in den alten Gebäuden und in einem Neubau, die durch einen gemeinsamen Garten verbunden sind.

## Leitende Ärzte
- Rudolf Schorlemmer
- Elisabeth Franck, Fachärztin für innere Krankheiten[12]
- W. Burgmann, Chefarzt[13]

## Gebäude
Zu dem ehemaligen Sanatoriumskomplex gehören die Gebäude Rheinallee 37, 41 und 43 sowie Herderstraße 21/23, die seit 1999 unter Denkmalschutz stehen.
- Rheinallee 37 (entlang der Uhlandstraße): Die Villa war 1894 von der Familie Vohwinkel gebaut worden. Ein auf einer Konsole zur Uhlandstraße hin stehender mittelalterlich gekleideter Mann mit Stulpenstiefeln, Wams und Federbusch soll vermutlich einen der Vorfahren der Familie darstellen.[8] Nach der Sanierung als „Villa“ bezeichnet, befinden sich hier heute 27 Eigentumswohnungen mit bis zu 120 Quadratmetern Grundfläche.[11]

- Rheinallee 41

- Rheinallee 43

- Herderstraße 21/23 (Ecke Rheinallee): Errichtet 1899. Nach der Sanierung trägt das Gebäude den Namen „Maison Herderstraße“. Hier entstanden fünf Eigentumswohnungen, die zwischen 100 und 154 Quadratmetern groß sind.[11]

In der rund 400 Meter entfernt liegenden Villa in der Rheinallee 24 wohnte die Familie Schorlemmer, nach der sie auch benannt wurde.